# 永田山
永田山（英語：Mount Nagata），是南極洲的山峰，位於維多利亞地的彭內爾海岸，處於戈烏山以東3.7公里，屬於鮑爾斯山脈的一部分，海拔高度2,140米，現時由南極條約體系管理。